# 芒克-诺尔贝库尔
芒克-诺尔贝库尔（法語：Mentque-Nortbécourt，法語發音：[mɑ̃k nɔʁbekuʁ]）是法国上法蘭西大區加来海峡省的一个市镇，属于圣奥梅尔区。该市镇于1819年由原市镇芒克（Mentque）和诺尔贝库尔（Nortbécourt）合并而成。

## 地理
芒克-诺尔贝库尔（50°46'13"N, 2°5'30"E）面积10.78 平方千米，位于法国上法蘭西大區加来海峡省，该省份为法国北部沿海省份，西北濒北海，南至索姆省，东临北部省。
与芒克-诺尔贝库尔接壤的市镇（或旧市镇、城区）包括：诺尔勒兰盖姆、阿坎-韦斯特贝库尔、巴扬冈莱塞佩莱克、埃佩莱克、乌勒、莫兰盖姆、埃姆河畔图尔讷姆。

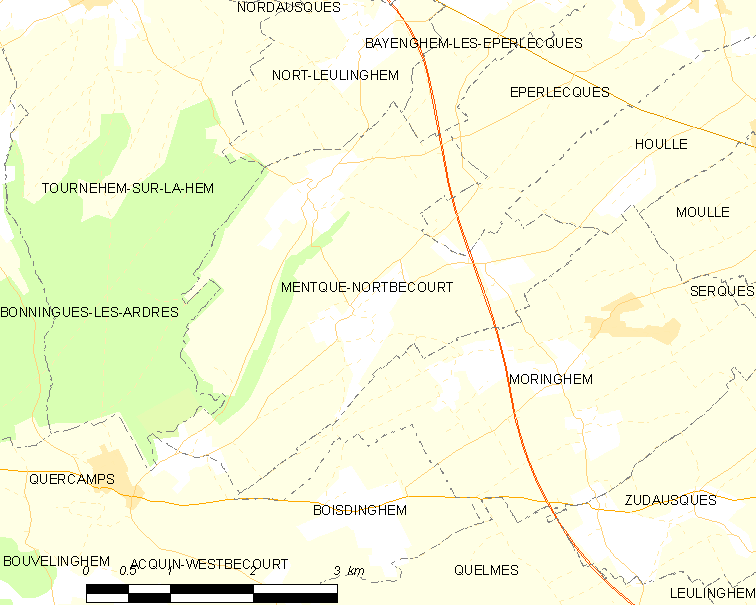
芒克-诺尔贝库尔的OSM定位图

芒克-诺尔贝库尔的时区为UTC+01:00、UTC+02:00（夏令时）。

## 行政
芒克-诺尔贝库尔的邮政编码为62890，INSEE市镇编码为62567。

## 政治
芒克-诺尔贝库尔所属的省级选区为圣奥梅尔县。

## 人口

1962-2008年间芒克-诺尔贝库尔人口变化图示

芒克-诺尔贝库尔于2022年1月1日时的人口数量为653人。